# Papunahua
Papunahua, o anche Papunaua, è un distretto dipartimentale della Colombia facente parte del dipartimento di Vaupés.